# Trường Trung học phổ thông Nguyễn Du, Thái Bình

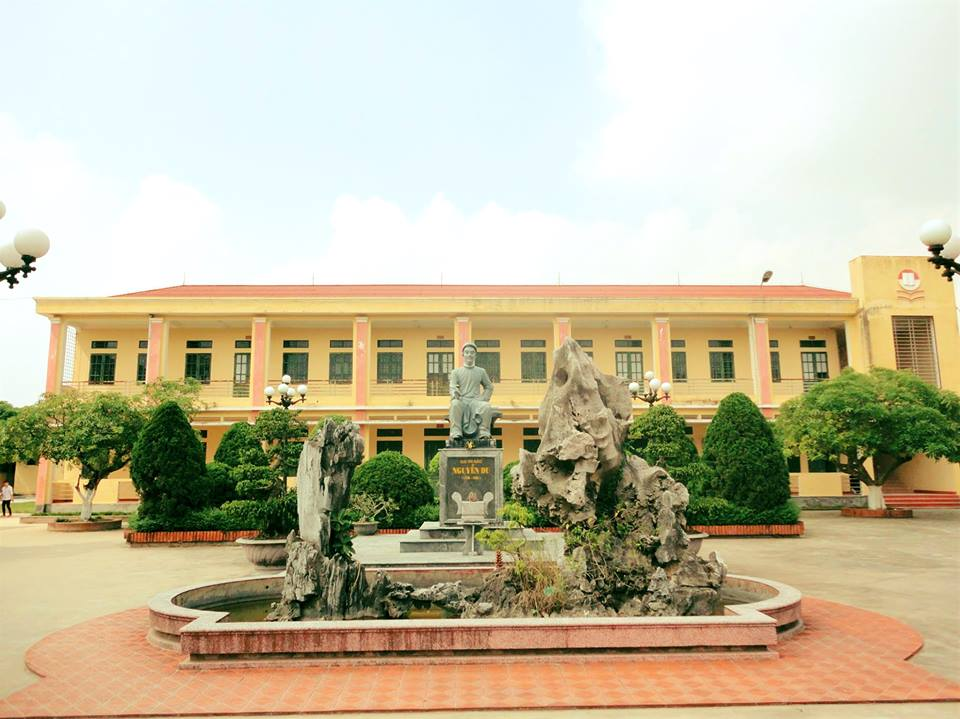
Tượng Đại thi hào Nguyễn Du (được đặt trước dãy nhà Tin học của trường)

Trường Trung học phổ thông Nguyễn Du, Thái Bình là một trường trung học phổ thông công lập của tỉnh Thái Bình. Trường được thành lập vào tháng tháng 9 năm 1965 với tên gọi là Trường cấp III Nam Kiến Xương. Năm 1985, trường đổi tên thành Trường Trung học phổ thông Nguyễn Du.

## Cơ sở vật chất

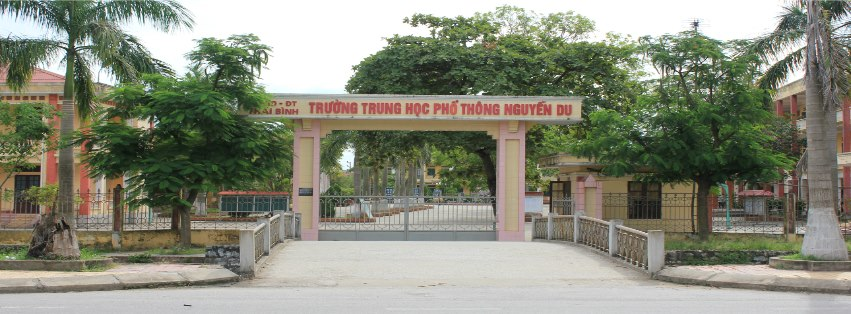
Cổng trường THPT Nguyễn Du (Thái Bình)

Sau nhiều năm liên tục đổi mới, nâng cấp cơ sở vật chất, đến nay tất cả các phòng học của trường đã được trang bị đầy đủ bàn, ghế, quạt trần. Ngoài ra các phòng chức năng như phòng thí nghiệm, thư viện, sân bóng, nhà thi đấu đang được cải thiện. Trường tọa lạc trên một khuôn viên rộng hơn 16000 m², nằm ngay tại trung tâm thị trấn Kiến Xương, huyện Kiến Xương, tỉnh Thái Bình.

## Quy mô của trường
Đội ngũ cán bộ giáo viên hiện có của trường gồm 81 người, trong đó có 6 thạc sĩ và 71 cử nhân sư phạm. Năm học 2023-2024, trường có 36 lớp học với 1604 học sinh.

## Hiệu trưởng qua các thời kỳ
Hiệu trưởng qua các thời kỳ:
- Thầy giáo Phạm Tất Tiên (1965-1970)
- Thầy giáo Phạm Văn Liên (1971-1972)
- Nhà giáo Ưu tú Phạm Văn Thiệu (1973-2000)
- Thầy giáo Biện Văn Quát (2001-2008)
- Thầy giáo Phan Đình Nhuế (2009-2019)
- Thầy giáo Trần Văn Nam (2020-2025)
- Thầy giáo Trần Văn Hương - Phó hiệu trưởng phụ trách nhà trường

## Thành tích
Từ năm 1974 đến năm 2008, Trường Trung học phổ thông Nguyễn Du liên tục đạt danh hiệu "Trường tiên tiến xuất sắc" cấp Tỉnh, trong đó có 4 năm là đơn vị dẫn đầu khối THPT toàn tỉnh và được Bộ Giáo dục và Đào tạo ra Quyết định công nhận trường trung học phổ thông đạt chuẩn quốc gia. Năm 2012, trường vinh dự được góp mặt trong Danh sách "200 trường THPT có điểm thi đại học cao nhất cả nước". Năm 2011, nhà trường được Thủ tướng Chính phủ tặng bằng khen. Năm học 2012-2013, nhà trường được Bộ Giáo dục và Đào tạo tặng Cờ thi đua. Cô Lương Thị Hòa, nguyên Phó Hiệu trưởng nhà trường, được nhận Bằng khen của Thủ tướng Chính phủ. 400 cựu học sinh của trường đã tiếp tục theo học các chương trình đào tạo trình độ thạc sĩ, tiến sĩ và 7 cựu học sinh đã được phong quân hàm cấp tướng. Nhờ thành tích dạy và học, trường đã được Nhà nước Việt Nam trao tặng:
- Huân chương Lao động hạng ba (năm 1985)
- Huân chương Lao động hạng nhì (năm 1998)
- Huân chương Lao động hạng nhất (năm 2005)